# Brian y Stewie
«Brian & Stewie» es el decimoséptimo episodio de la octava temporada de la serie animada y de comedia Padre de familia. Fue emitido en Estados Unidos por Fox el 2 de mayo de 2010. Este episodio presenta a Brian y Stewie Griffin después de ser encerrados en el interior de una caja fuerte bancaria, teniendo que revelar los pensamientos de cada uno sobre el otro. Ambos van en su busca de su propósito en la vida y terminan sintiéndose más cerca uno del otro a medida que pasa el tiempo. Éste fue el capítulo n.º 150 de la serie, siendo seleccionado para utilizar a los dos personajes más populares de la serie. El episodio fue promocionado como un episodio "sin precedente" de Padre de familia, debido a varios factores, como que ha sido de los pocos episodios de la serie (si no el único) que no presentó un flashback cómico, que duró una hora (un episodio normal dura unos 30 minutos) y que el único doblador que apareció en el capítulo (en el doblaje original) fue el creador de la serie Seth MacFarlane, que dobló a Brian y Stewie, los dos únicos personajes que aparecieron en el episodio.
El episodio fue escrito por Gary Janetti y dirigido por Dominic Bianchi. Recibió muchas críticas positivas por sus diálogos serios, pero también malas críticas por su tipo de humor. De acuerdo a las audiencias Nielsen, fue visto en 7.68 millones de casas. El episodio fue emitido junto con una serie de números musicales emitidos a lo largo de las ocho temporadas de la serie.

## Argumento
Brian y Stewie visitan el banco local de Quahog para que Brian pueda depositar dinero para las vacaciones en su caja fuerte individual. Cuando están dentro de la caja fuerte, la puerta de esta se cierra accidentalmente y queda bloqueada hasta la mañana siguiente. Asustado, Stewie se defeca en su pañal. Preocupado por si pudiera obtener una erupción por su pañal sucio, Stewie intenta desesperadamente hacer que Brian se coma sus heces apuntándole con un arma que Brian había guardado en su caja. Brian descubre que Stewie tiene un teléfono móvil en su bolsillo (con una foto de un hombre desnudo como fondo de pantalla, confirmando aún más su homosexualidad), pero con batería baja por lo que Stewie usa la última llamada a una tienda para devolver un jersey. Enfurecido, Brian le da una bofetada a Stewie, haciéndolo llorar. Con remordimientos, Brian acepta comerse las heces de Stewie para limpiarle el pañal. Mientras ve a Brian comer, Stewie se marea y vomita. Stewie convence a Brian para lamer su trasero y limpiar el vómito del suelo. Más tarde, ambos deciden echar una siesta, pero pronto descubren que el próximo día es domingo, significando que deberán pasar otro día encerrados en la caja.

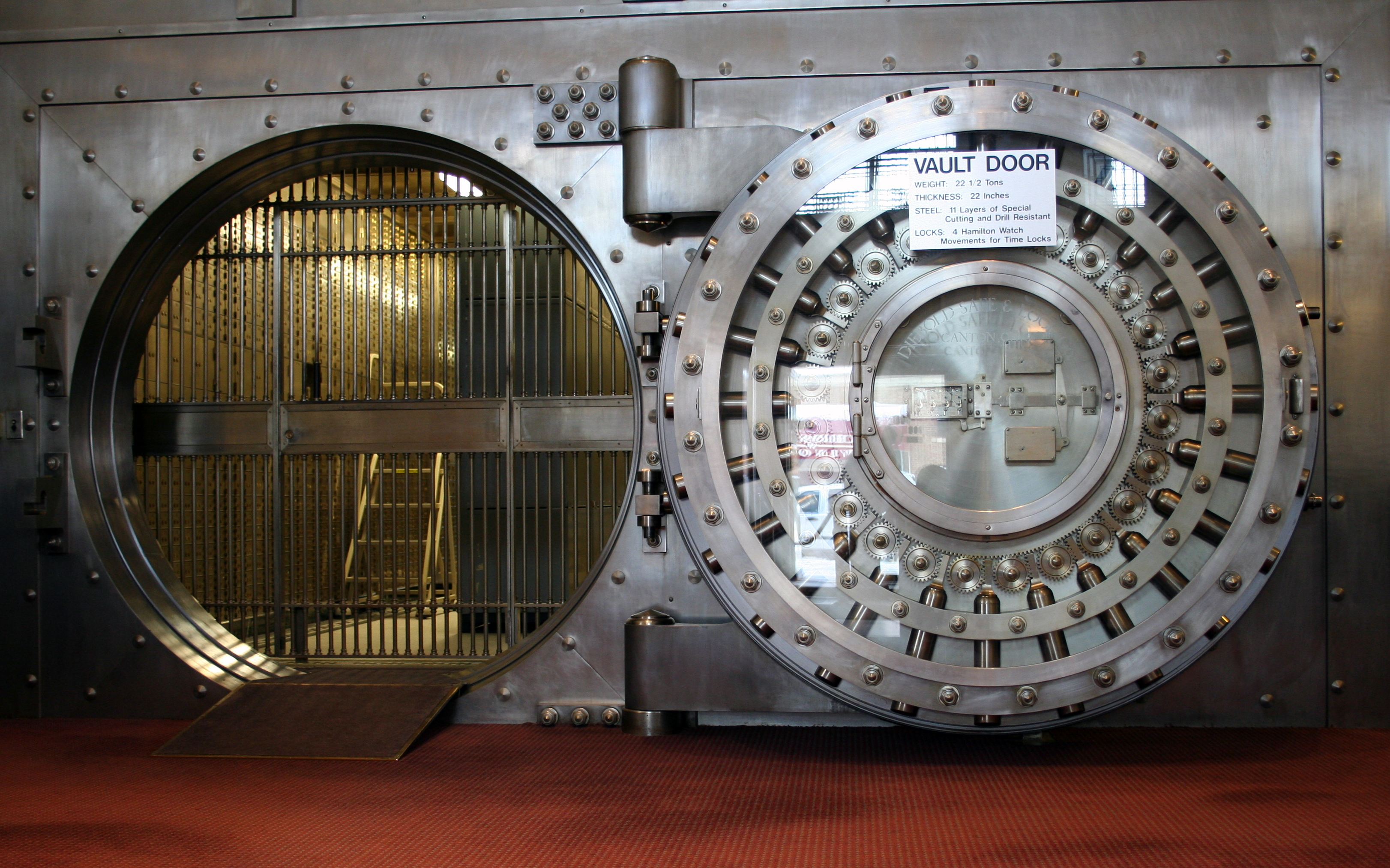
Brian y Stewie se quedan encerrados en una cámara acorazada en un banco.

Recién despertado de su siesta, Brian decide beber una botella de whisky que había guardado en su caja fuerte personal. Le ofrece un trago a Stewie, y ambos se terminan emborrachando hasta el punto en que Brian acepta hacerle un agujero en la oreja a Stewie con un imperdible, dejando a Stewie con la oreja sangrando para el resto del episodio. Stewie y Brian discuten acerca de El encantador de perros y César Millán, y Brian explica que está inspirado por la filosofía acerca de los perros y su capacidad instintiva para vivir en el presente y con un propósito. Stewie, sin embargo, puntualiza que Brian no parece vivir con algún tipo de propósito. Enfadado por su respuesta, Brian empieza a insultar la chaqueta de Stewie. Stewie revela a esto que podía haber pasado el tiempo necesario sin cambiarse de pañal, y que solo lo hizo por diversión. Stewie se atreve a disparar a Brian con un revólver y apunta a una cámara de seguridad en la esquina de la estancia, que ha capturado todos los acontecimientos sucedidos hasta el momento, incluyendo los momentos vergonzosos de Brian. Stewie aprieta accidentalmente el gatillo, causando que la bala rebote continuamente por las paredes de la cámara hasta el día siguiente.
Stewie saca una barrita adelgazante de su bolsa, pero Brian pierde los nervios con Stewie por no decirle que había guardado comida durante todo ese tiempo. Después de que Brian se calme, Stewie le pregunta por qué tenía una pistola guardada, a lo que Brian contesta que la tiene por si en algún momento quisiera suicidarse. Brian confiesa que no puede encontrar su propósito en la vida, y que la mejor opción es matándose. Sorprendido, Stewie admite que estaría perdido sin él. Brian afirma que Stewie es la única persona del mundo que le importa, y los dos confiesan que su amor del uno por el otro no los dejaría vivir sin alguno de ellos. Stewie le recuerda a Brian que tal vez hacer feliz a alguien es el mejor regalo que una persona puede hacer, a lo que Brian agradece. Stewie se duerme y Brian le lee el inicio de David Copperfield. A la mañana siguiente, la puerta de la cámara se abre y Brian coge a Stewie y se lo lleva fuera de la habitación, mientras los títulos de crédito transcurren en silencio.

## Producción
El episodio fue escrito por Gary Janetti, que fue su segundo episodio de la temporada y dirigido por Dominic Bianchi.
En una entrevista con Forbes, la productora Kara Vallow reveló que el argumento del episodio estaba basado en un capítulo de la sitcom de la CBS All in the Family, en donde Archie Bunker queda encerrado en un sótano, rompiendo el hilo habitual de la serie. Vallow y Seth MacFarlane eran fanes de All in the Family durante su emisión original, y de ahí tomaron la idea para el episodio. Vallow dijo que el episodio «es como una obra de teatro en un acto, porque no respeta nuestros cortes y gags».
En su emisión original, el episodio empezó con Stewie y Brian delante de una cortina roja y dirigiéndose a la audiencia. Ambos dan paso al episodio y, al terminar, concluye con un popurrí de números musicales de la serie. Conjuntamente, el episodio y el popurrí fueron un episodio de una hora de duración, de celebración por el evento televisivo "Fox Rocks". El popurrí incluyó canciones de episodios de la cuarta temporada como "The Fat Guy Strangler", el episodio de la sexta temporada "Play It Again, Brian", y de la octava temporada "Business Guy", junto con otros números, incluyendo "You've Got A Lot to See" de "Brian Wallows and Peter's Swallows", "Shipoopi" de "Patriot Games", y "My Drunken Irish Dad" del episodio "Peter's Two Dads".
Por primera vez en la serie, el único doblador que participó en la serie (doblaje original) fue el creador y productor ejecutivo Seth MacFarlane, quien pone la voz a ambos personajes. Además, ni Ron Jones ni Walter Murphy contribuyeron aportando música al episodio.